# Polyommatus casanensis
Polyommatus casanensis är en fjärilsart som beskrevs av Krulikovski 1890. Polyommatus casanensis ingår i släktet Polyommatus och familjen juvelvingar. Inga underarter finns listade i Catalogue of Life.